# Chiesa di San Vito (Chiaramonte Gulfi)
La chiesa di San Vito è una chiesa di Chiaramonte Gulfi in provincia di Ragusa. San Vito è co-patrono della città.

## Storia e descrizione
L'edificio risale al XVI secolo. Nell'attuale sito o nelle attigue vicinanze esisteva una chiesa dedicata a san Lorenzo, già protettore dell'antica Gulfi unitamente a santa Maria la Vetere, oggi di Gulfi, la quale ab immemorabilis era la patrona principale, come lo è oggi di Chiaramonte. Per l'immensa di devozione di allora, che dalla Sicilia si dipartiva per tutto il mondo, poiché fu invocato l'aiuto a causa di un'epidemia di peste, scoppiata agli albori del 1500, la chiesa fu riconsacrata e dedicata al giovane martire, proclamato a furor di popolo santo patrono. In seguito, nel 1530, vi fu istituita una confraternita laicale dedicata al santo e il conte di Modica, per confermare l'importanza dell'evento, concesse di potersi svolgere una fiera per otto giorni, privilegio accordato secondo l'importanza dell'evento e da qui officiarono il culto nella chiesa i padri carmelitani. Però nel 1550 il popolo Chiaramontano rielesse nuovamente a Patrona della città la beata Vergine di Gulfi. Nei secoli il tempio, benché di piccole dimensioni, fu abbellito più volte e impreziosito con addobbi e opere d'arte pregevoli, tele e sculture eseguite dai più bravi concittadini con l'assetto che oggi tutti conosciamo; non ultimo, la chiesa fu abbellita nel 1927 di un artistico ed imponente campanile, il più alto della città, all'interno della cella campanaria, difatti è situata la campana più grande della città. La statua di San Vito, seicentesca, viene attribuita a Melchiorre Ereddia, ed è posta su un percolo a quattro colonne, tutto indorato, che si staglia nella sua imponente altezza, opera dello scultore Benedetto Cultraro nel 1719. La festa, per disposizioni iniziali, si celebrava il 15 giugno, ma in seguito, per motivi burocratici, fu spostata alla prima domenica dopo il 15 agosto.